# 山形県道188号銀山温泉線

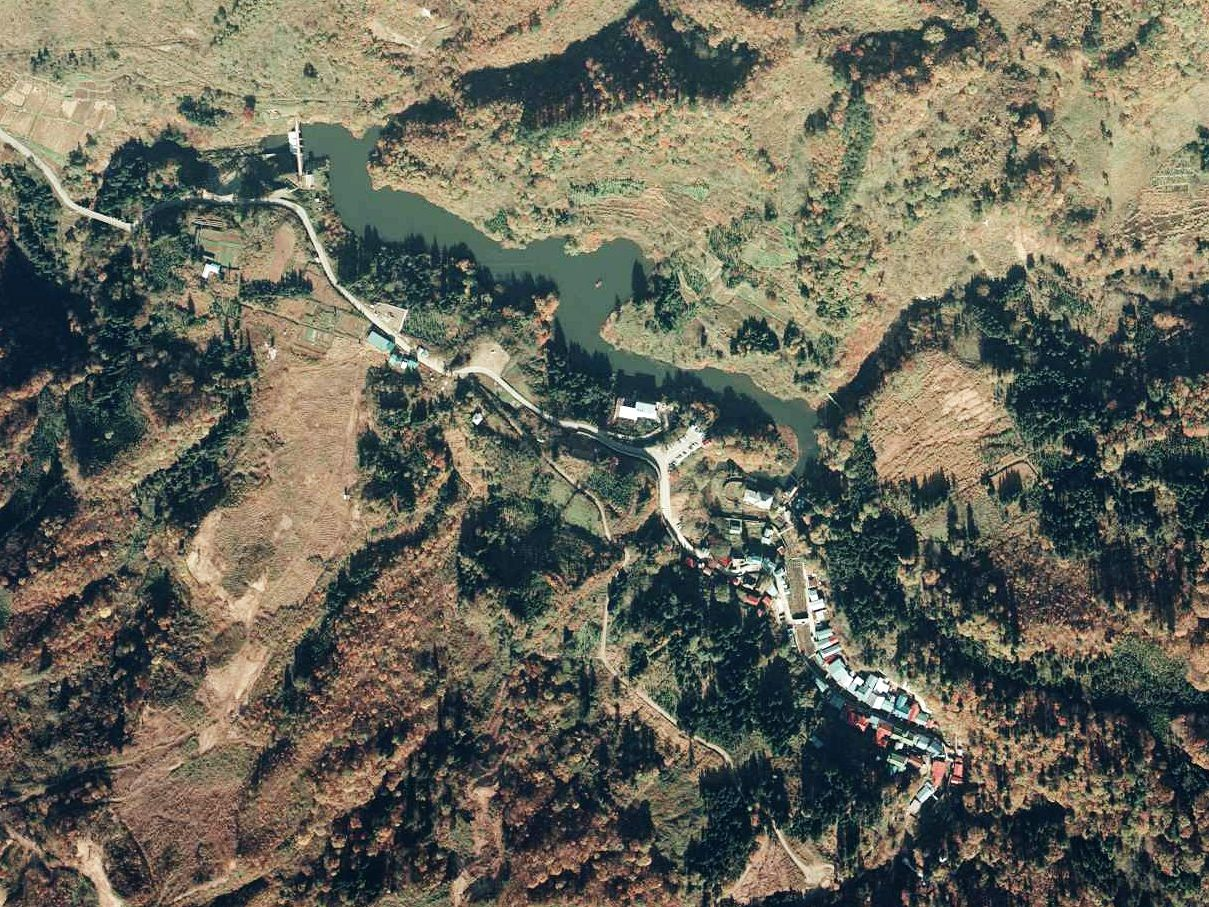
銀山温泉（右下）へと通じる山形県道188号銀山温泉線

山形県道188号銀山温泉線（やまがたけんどう188ごう ぎんざんおんせんせん）は、山形県尾花沢市にある一般県道である。

## 概要

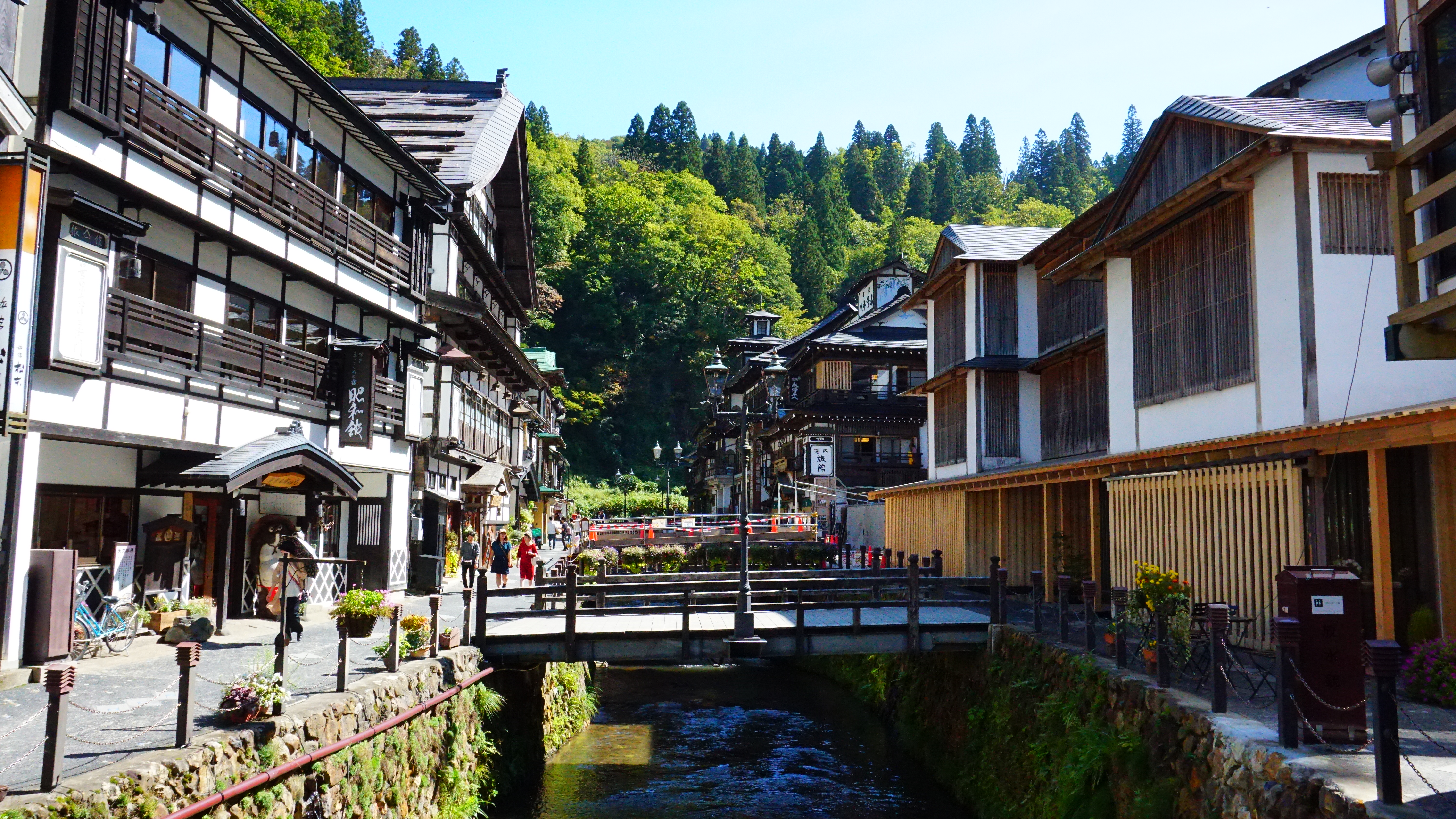
銀山温泉

銀山温泉に至る唯一の道路である。温泉街沿いの道も一部分が県道188号に含まているが、温泉街は一般車両の進入を禁じられており、利用する際は沿道に何か所か存在する駐車場に車を止めなければいけない。

## 起点・終点
- 起点：銀山温泉
- 終点：尾花沢市下柳渡戸（山形県道29号尾花沢関山線交点）

## 通過する自治体
- 山形県
  - 尾花沢市

## 棟梁
- 下柳渡戸橋（丹生川）
- しろがねはし（銀山川）

## 交差・接続している道路
- 山形県道29号尾花沢関山線

## 沿道の施設、観光地など
- 銀山温泉
- 銀山川ダム
- 上の畑焼陶芸センター
- 十分一番所跡
- 伊豆こけし工房・工芸館
- 山の神神社
- 尾花沢市立上柳小学校跡
- 薬師寺